# Domenico Cotugno
Domenico Felice Antonio Cotugno (født 29. januar 1736 i Ruvo di Puglia, død 6. oktober 1822) var en italiensk læge.
Cotugno studerede i Napoli, hvor han 1766 blev professor i anatomi ved Universitetet og livlæge hos kongen. Han er især bekendt ved opdagelsen af den efter ham opkaldte Aquæductus Cotunnii, som han fandt 25 år gammel (De aquæductibus auris humanæ internæ, 1761), og nervus nasopalatinus. Som læge gjorde han sig mest bekendt ved sin beskrivelse af nervesygdomme (iskias).